# January Suchodolski
January Suchodolski (Grodno, 1797. szeptember 19. – Siedlce, 1875. március 20.) a romantika korának lengyel festője, a lengyel hadsereg tisztje. A Cári Művészeti Akadémia tagja. Sírja az oleksini temetőben található.

## Élete
Grodnóban született, a testvére Rajnold Suchodolski, lengyel költő, a novemberi felkelés résztvevője. January 1810-től a varsói katonaiskola hallgatója volt. A tanulmányai során kezdett el érdeklődni a festészet iránt. 1812-ben a varsói Angielski Hotel őrségének tagja volt, amikor a Moszkva alól visszatérő Napóleon ott tartózkodott. 1823-ban a Királyi Gárda gránátosezredének parancsnoka, Wincenty Krasiński tábornok adjutánsa lett, később századossá léptették elő. A tábornok művészeti galériájában tanulmányozta a katonai témájú festményeket, különösen Horace Vernet képeit. Emellett megismerkedett Lengyelország vezető művészeivel és értelmiségi körével, ahol találkozott Julian Ursyn Niemcewiczcel, Woroniczcal, Koźmiannal, Franciszek Salezy Dmochowskival, Antoni Edward Odynieccel és Morawskival. Ebben az időszakban kezdett el katonai témájú képeket festeni, különösen a Kościuszko-felkelés és a napóleoni háborúk csatáit, beleértve azokat is, amelyekben Krasiński részt vett a Félszigeti háború alatt. Megismerkedett Antoni Brodowskival, és sikerrel szerepelt művészeti versenyeken.
1830-ban Suchodolski és testvére, Rajnold is részt vettek a novemberi felkelésben. A szabadidejében a katonák hétköznapi életét tanulmányozta, és portrékat készített a társairól. A felkelés leverése után – amelyben az öccse, Rajnold is meghalt – Rómába ment, ahol 1832-től 1837-ig Horace Vernet tanítványa lett.
1837-ben visszatért Varsóba, és hamarosan a Cári Képzőművészeti Akadémia tagja lett. Ezután I. Miklós cár meghívta Szentpétervárra, hogy megfessse az orosz hadsereg híres csatáit. Később visszatért Lengyelországba, majd 1844-ben Párizsba ment. 1852-ben Krakkóba költözött, ezután 1860-ban csatlakozott a Szépművészeti Társasághoz, és segített létrehozni a Varsói Szépművészeti Múzeumot. 1875. március 20-án halt meg Siedlce közelében.

## Képgaléria

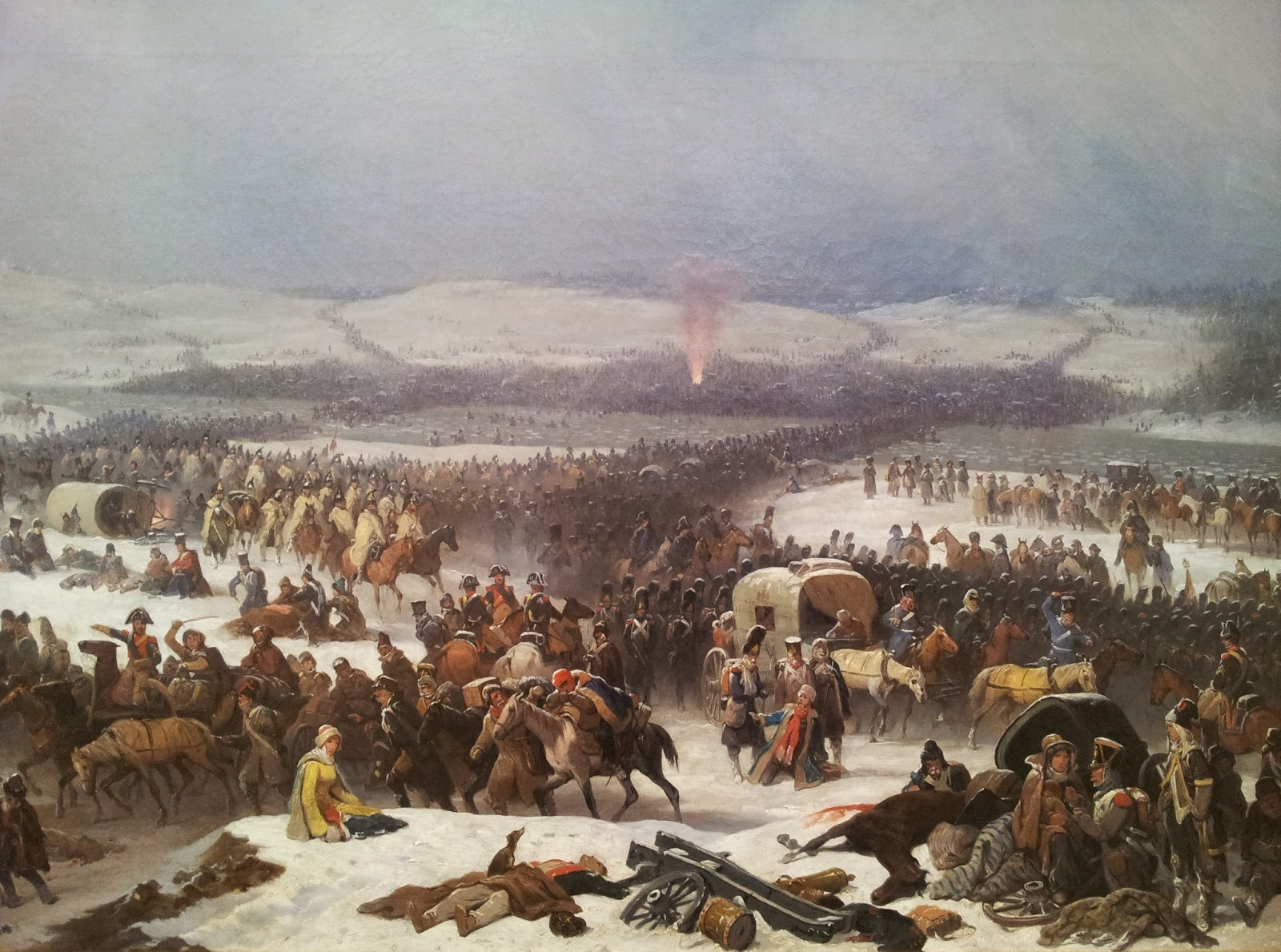
Visszavonulás Berezynából
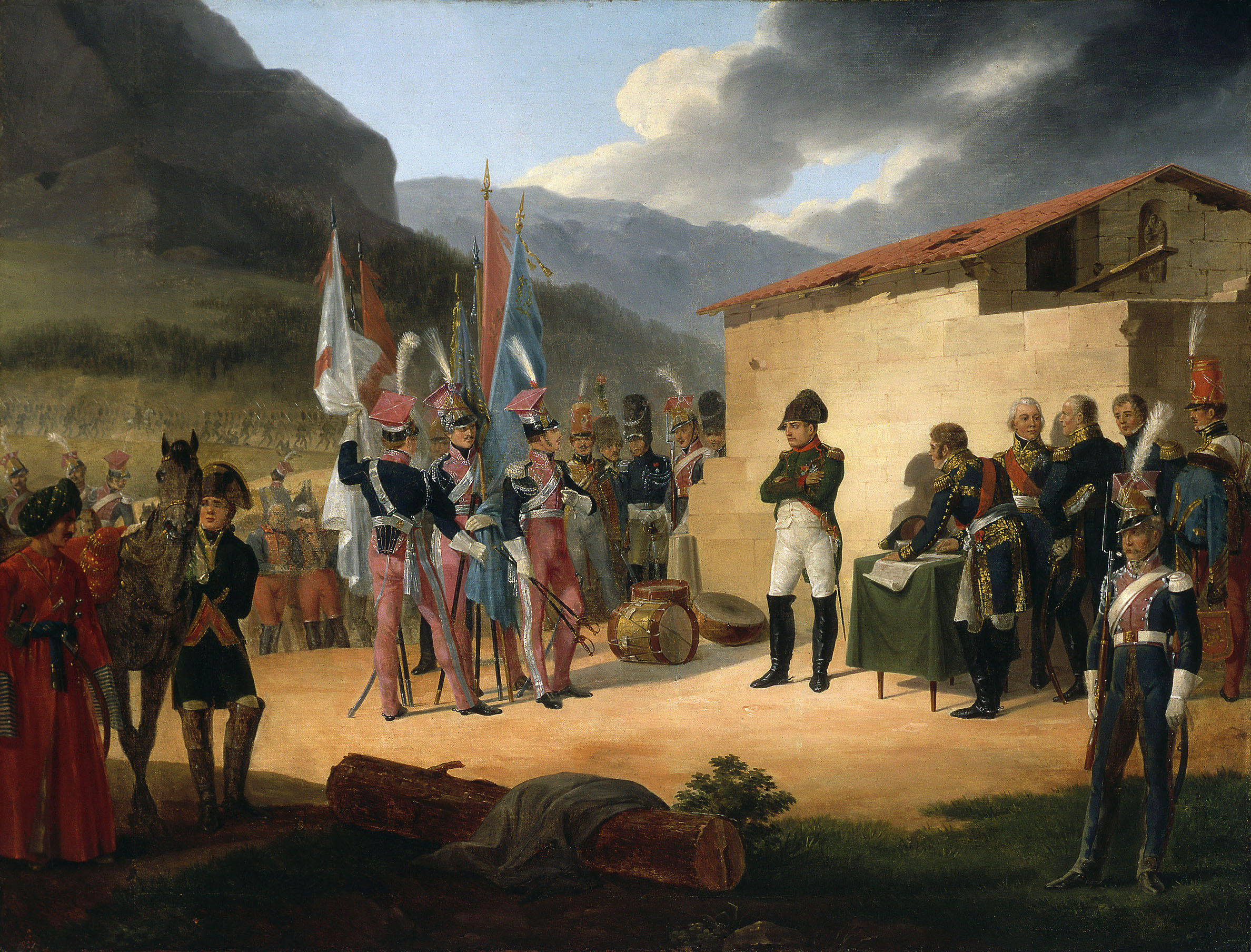
A tudelai csata
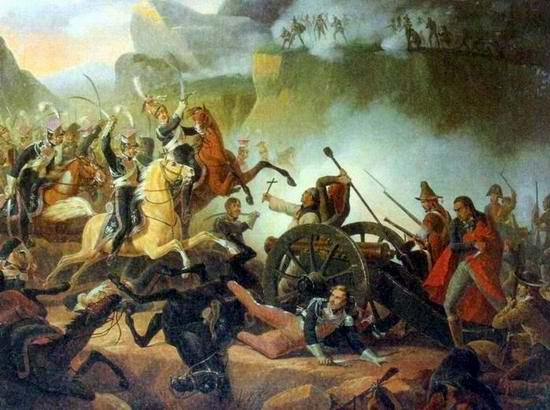
Lengyel ulánusok támadása a Somosierra-hágón – Somosierrai csata
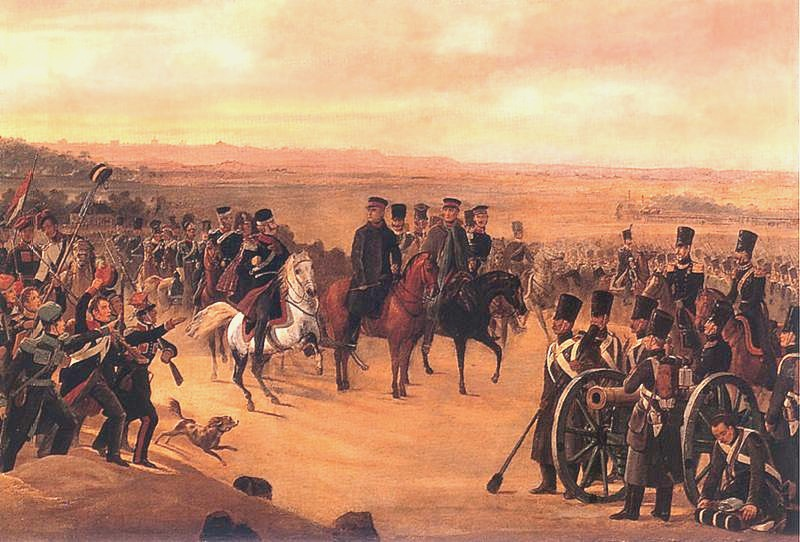
Chłopicki tábornok a lengyel hadsereggel, az 1831. novemberi felkelésben
Visszavonulás Moszkvából 1812-ben (1854)
Józef Poniatowski herceg halála a lipcsei csatában
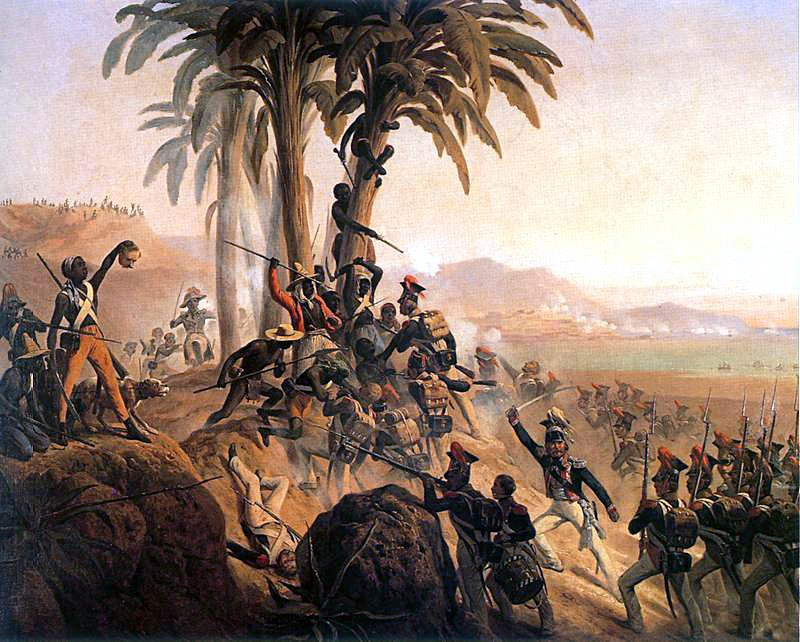
Csata a Palm Tree Hillért, Saint Domingue – Haiti forradalom, 1845
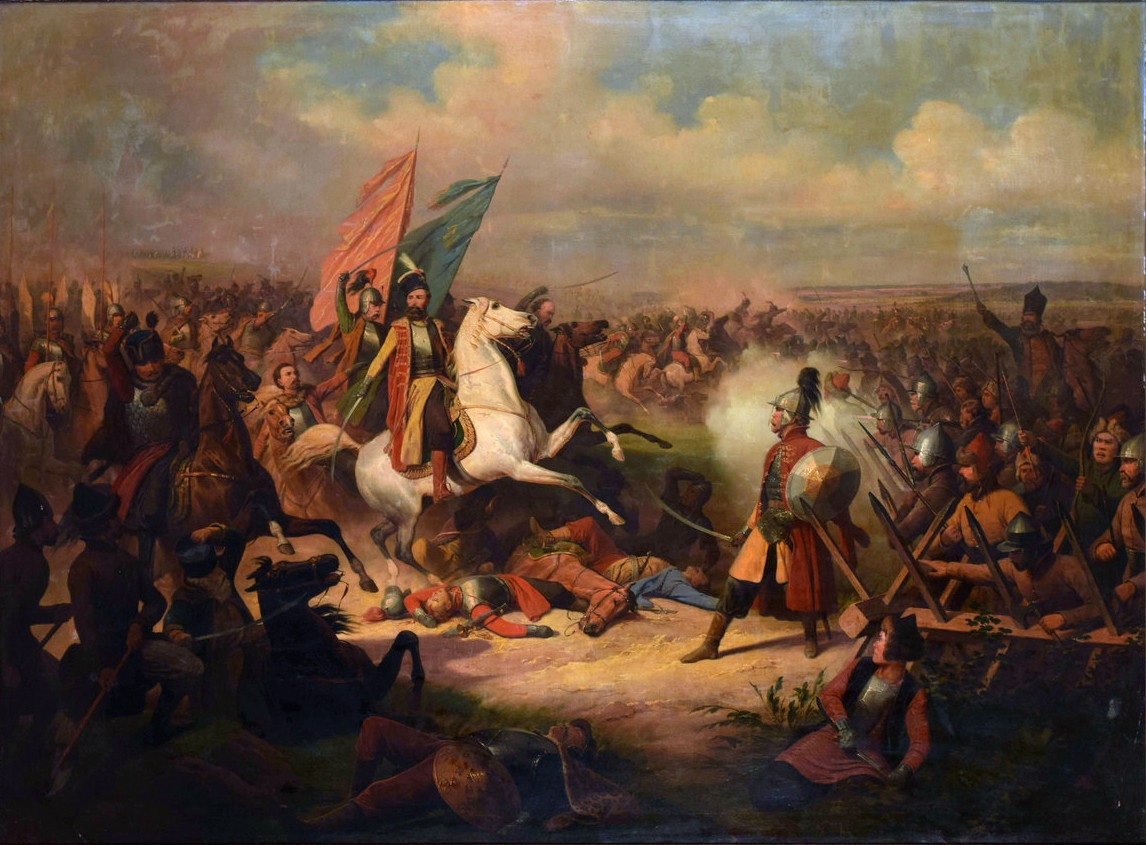
Stefan Czarniecki az orosz–lengyel háborúban (1654–1667)
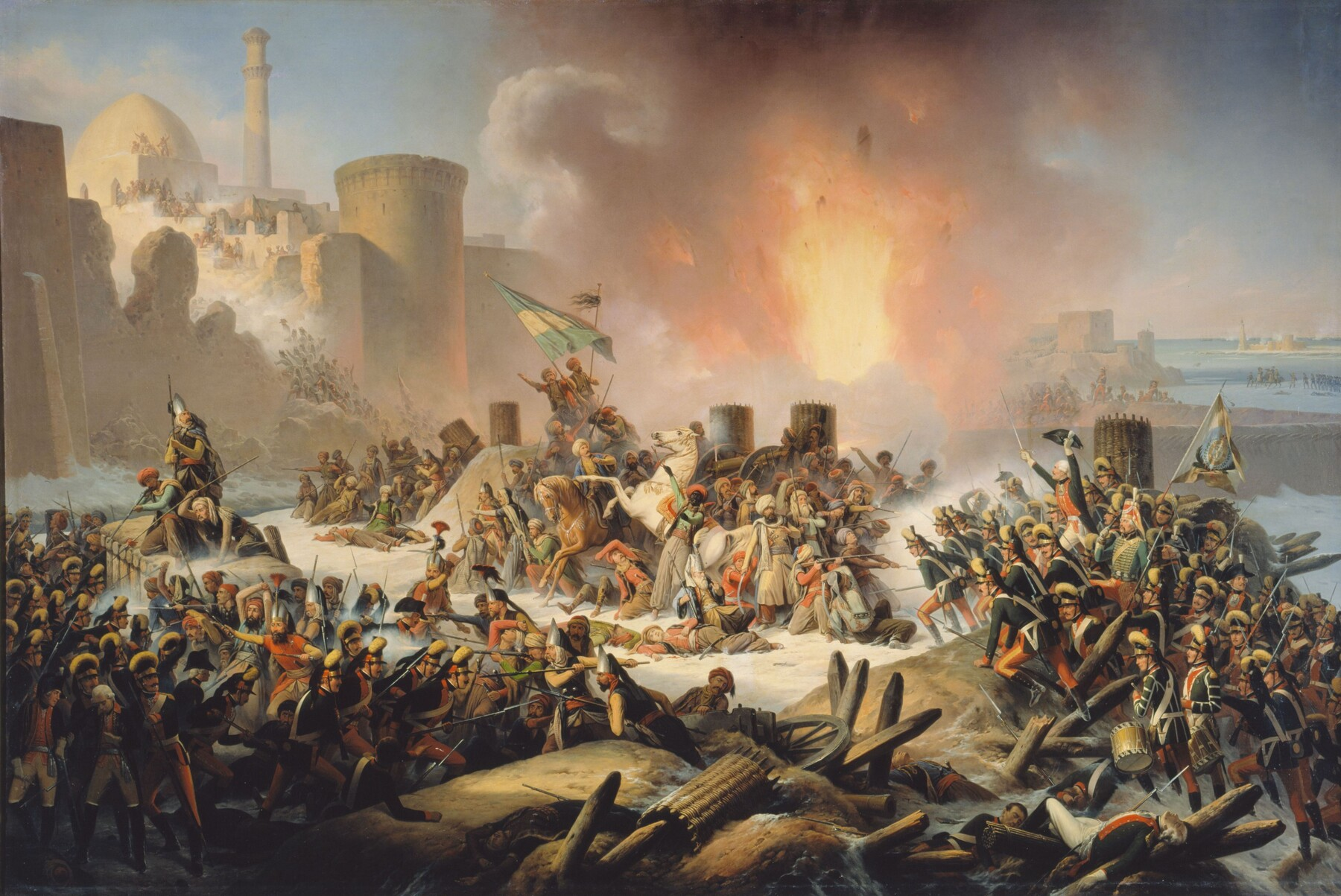
Ocsakov ostroma (1788) 1853
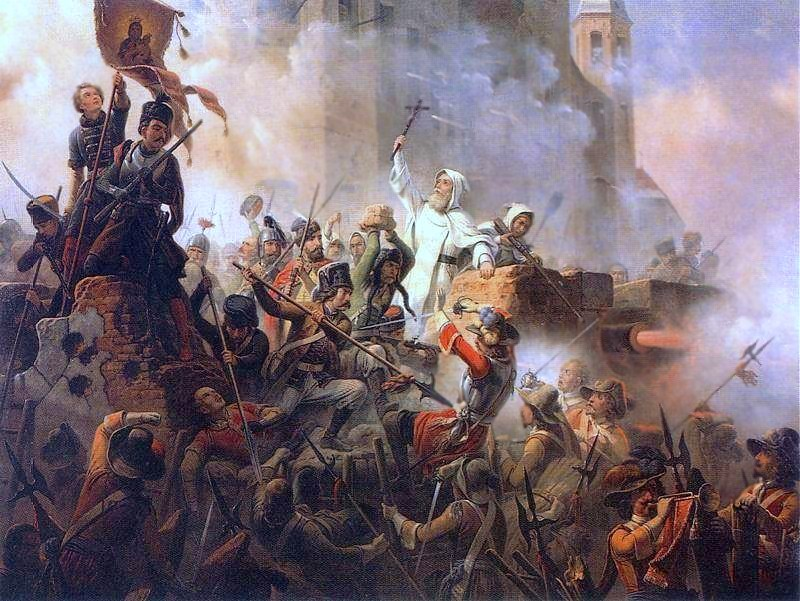
A Jasna Góra-i kolostor ostroma (1655) 1845
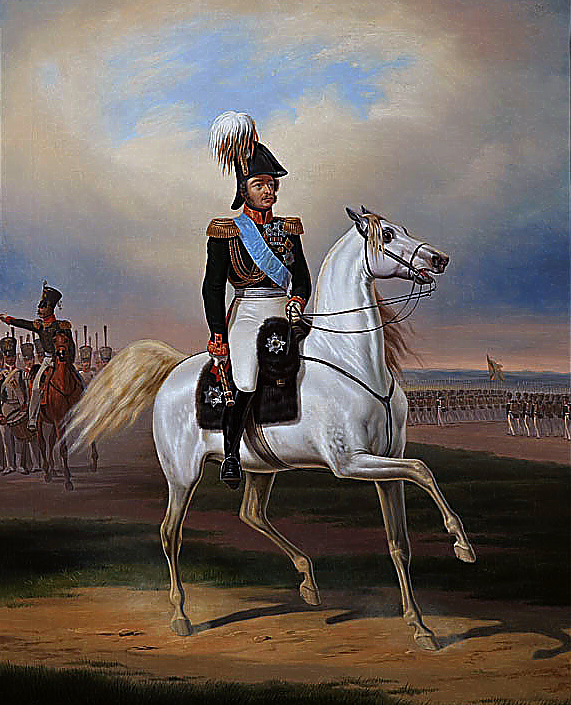
Ivan Paszkevics, 1841 körül
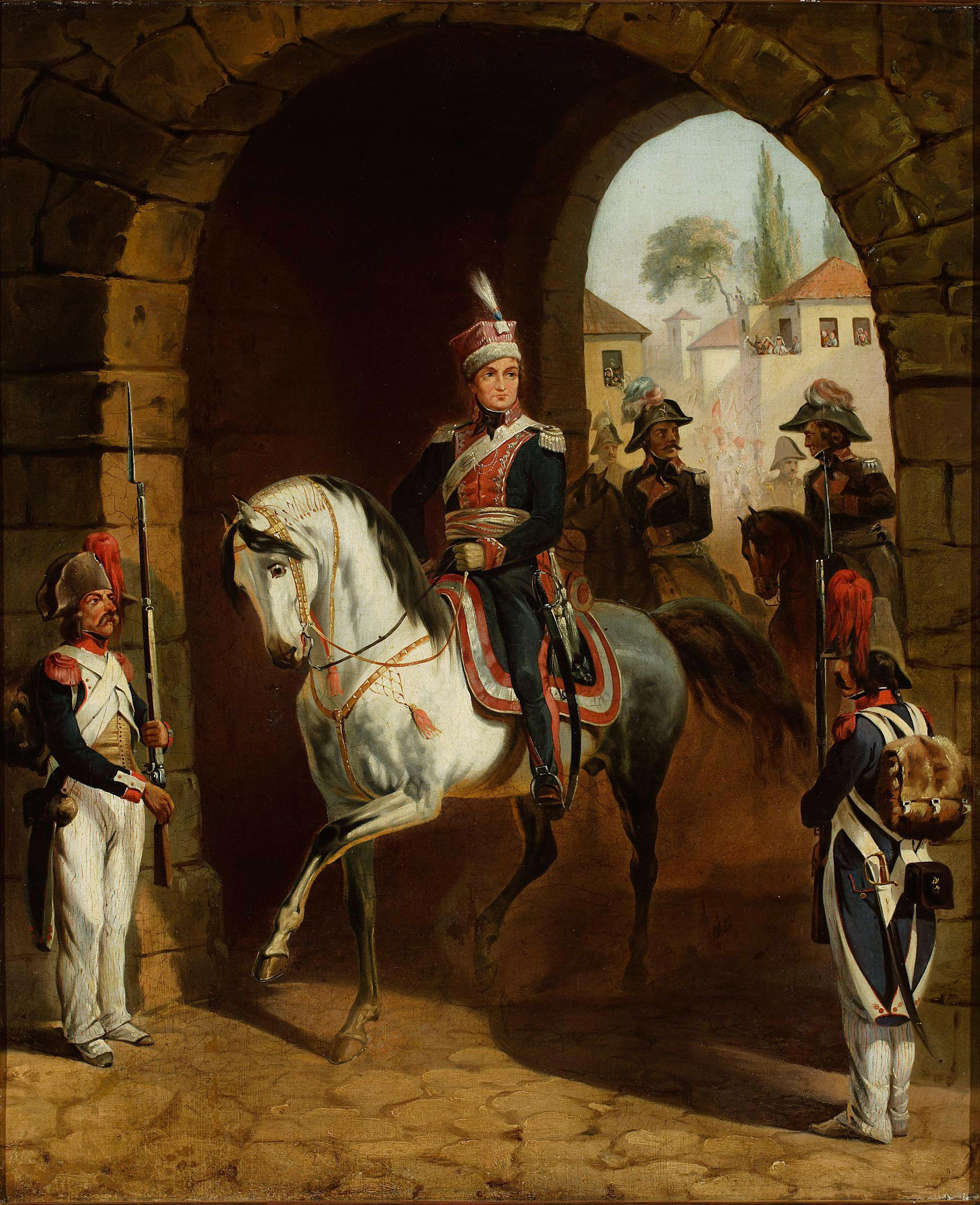
Jan Henryk Dąbrowski tábornok érkezése Rómába 1798-ban, 1850.

## Fordítás
- Ez a szócikk részben vagy egészben  a   January Suchodolski című angol Wikipédia-szócikk ezen változatának fordításán alapul.  Az eredeti cikk szerkesztőit annak laptörténete sorolja fel. Ez a jelzés csupán a megfogalmazás eredetét és a szerzői jogokat jelzi, nem szolgál a cikkben szereplő információk forrásmegjelöléseként.